# 西南千里光
西南千里光（学名：Senecio pseudomairei）为菊科千里光属的植物，为中国的特有植物。分布在中国大陆的云南、贵州、四川等地，生长于海拔1,700米至3,200米的地区，多生长于山坡、山谷阴处或竹丛中，目前尚未由人工引种栽培。